# Mediomátricos

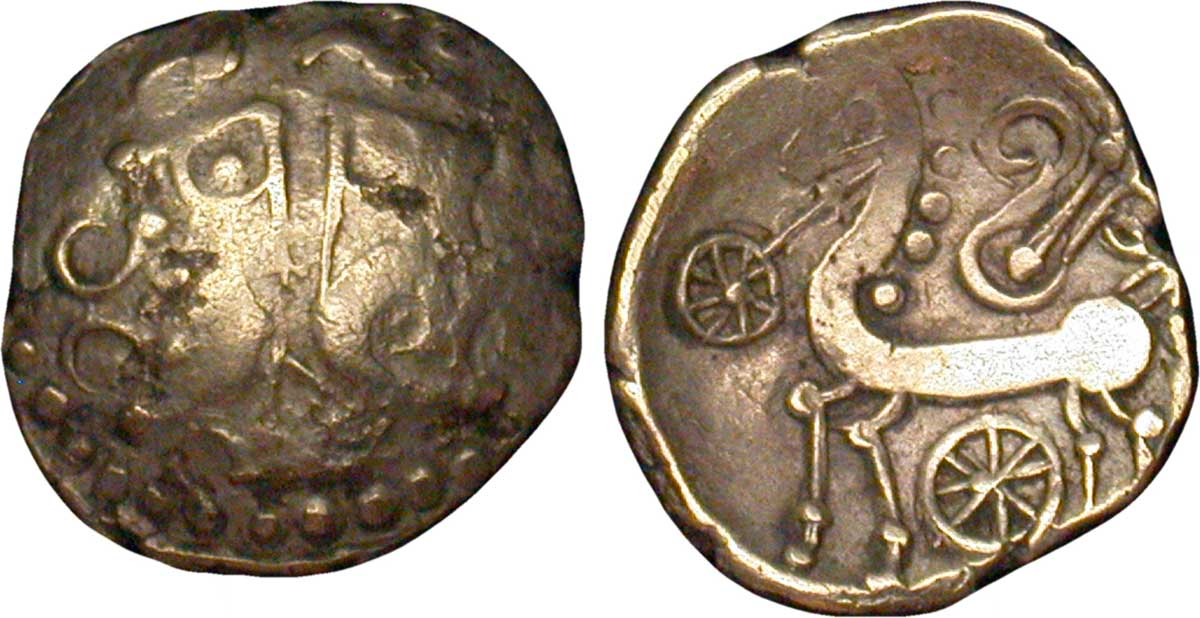
Moneda mediomátricas, c. 100-60 a. C.

Los mediomátricos (en latín, Mediomatrici, en griego: Μεδιομάτρικες) fueron un antiguo pueblo celta de la Galia, que pertenecía a la división de Bélgica. Julio César muestra su posición, de una forma general, cuando dice que el Rin fluye a lo largo de los territorios de los sécuanos, mediomátricos, tríbocos y tréveros. Ptolomeo ubica a los mediomátricos al sur de los tréveros. Su capital era Divodoro (en latín, Divodurum), lo que hoy es Metz, Francia.
La diócesis de Metz representa su territorio, que estaba entonces al oeste de los Vosgos. Pero César hace que los mediomátricos se extiendan hasta el Rin, y en consecuencia ellos vivían en aquella época entre los Vosgos y el Rin. Y esto resulta acorde con Estrabón, quien dice que los sécuanos y los mediomátricos habitan en el Rin, entre quienes están asentados los tríbocos, una nación germana que había cruzado desde su propio país. Parece, entonces, que parte del territorio de los mediomátricos había sido ocupado por los germanos antes de la época de César, y que después del tiempo de César las tribus germanas németes, vangíones y caracates se asentaron en el lado galo del Rin, al norte de los tríbocos, llegando hasta Maguncia, y que al norte de Maguncia estaba el territorio de los tréveros, por lo que se puede inferir que todas esas tribus eran intrusas en el territorio original de los mediomátricos.
Elementos de los mediomátricos pudieron haberse instalado cerca de Novara, en el norte de Italia, donde hay topónimos que aluden a su presencia, como Mezzomerico (documentado como Mediomadrigo en 980).